# Scheuklappen

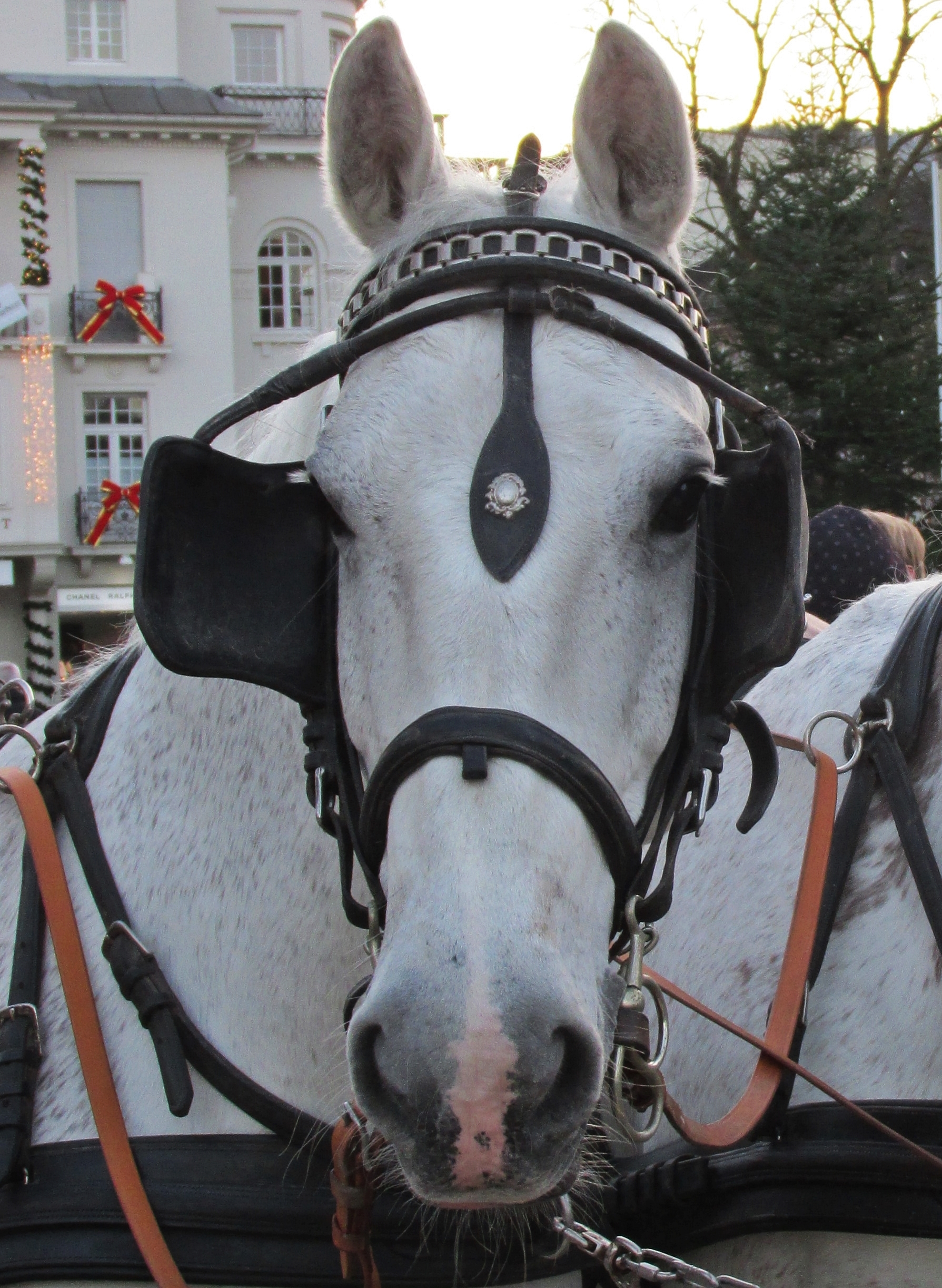
Fahrzaum mit Scheuklappen und Postkandare

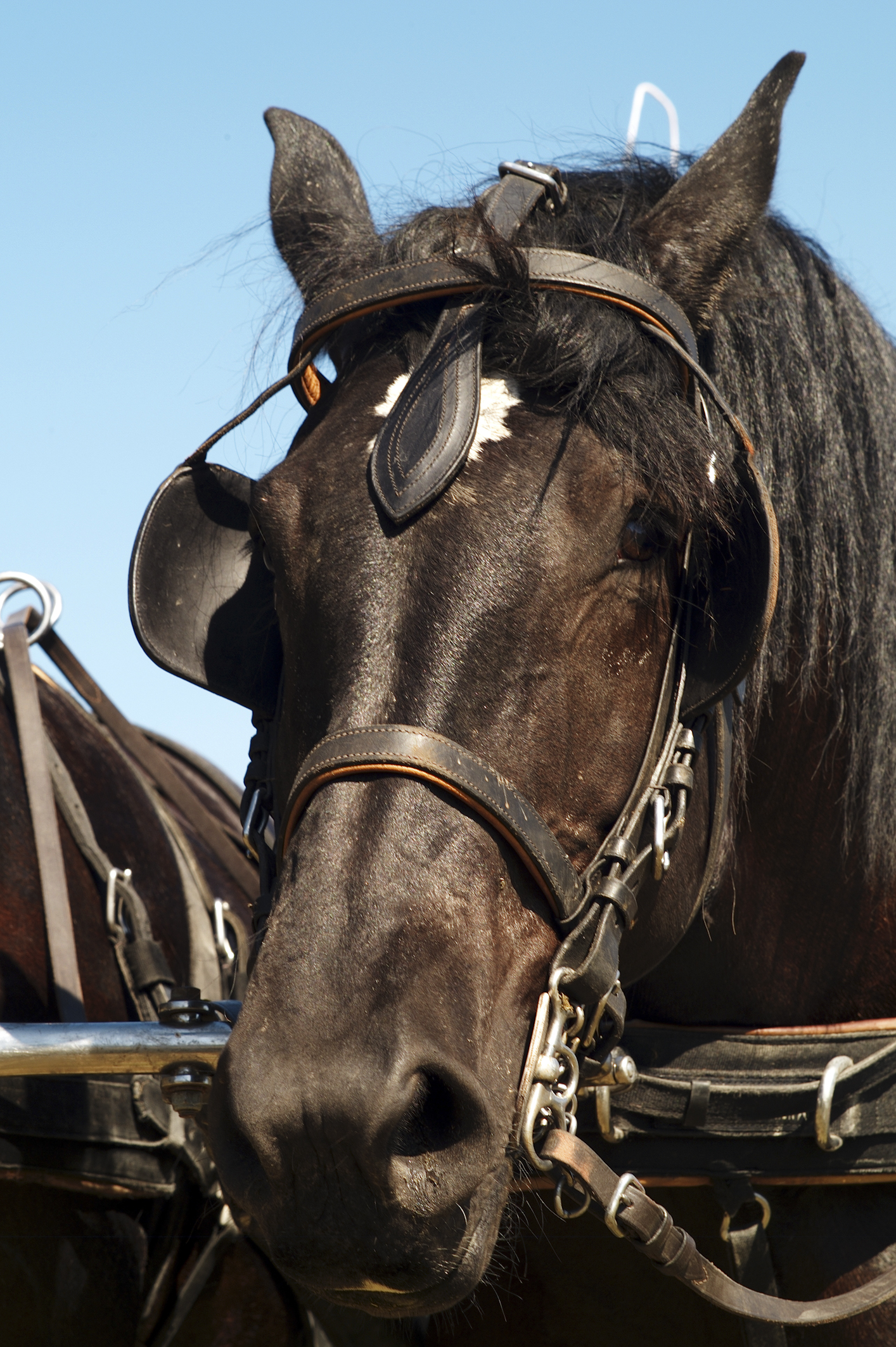
Spieler an Blendriemen befestigt

Als Scheuklappen (auch Scheuleder, Blendklappen (en Blinkers), in älteren Texten auch Augendeckel, Augenklappen oder Schauleder) bezeichnet man meist aus Leder gefertigte Schilde, die am Zaum von Pferden und Eseln seitlich von den Augen des Tieres befestigt sind.

## Funktion
Pferde haben aufgrund der seitlichen Position der Augen ein sehr weites Gesichtsfeld, das auf diese Weise eingeschränkt wird. Die Scheuklappen ermöglichen beim mehrspännigen Fahren eine gezielte Peitschenhilfe auf ein Pferd, ohne dass die nicht betroffenen Pferde die Peitsche sehen und ggf. darauf reagieren. Zudem sollen Scheuklappen verhindern, dass schreckhafte Pferde von der Seite oder von hinten abgelenkt werden, und die Augen der Pferde vor der Peitschenschnur schützen. Beim Einspänner sind Blendklappen nicht unbedingt notwendig.

## Fertigung
Blendklappen sind in der Regel quadratisch und werden aus festem, doppelt gelegtem Leder gefertigt. Die Klappen sind auf Augenhöhe leicht nach außen gewölbt und die Ecken abgerundet. Jede Klappe ist an einer Seite der Länge nach an das Backenstück des Fahrzaums angenäht. Eingenähte Einlagen aus Kunststoff oder Metall versteifen die Klappen. Die Blendklappen dürfen nicht auf den Augenbogen oder die Schläfe drücken. Von jeder Blendklappe führt ein stabiler Lederriemen mit Drahteinlage zum Genickstück. Die Blendriemen sichern die Klappen in der richtigen Stellung, damit diese nicht die Wimpern berühren.
An den Blendriemen werden in der Mitte der Stirn oft sogenannte „Spieler“ befestigt, die dem Schmuck dienen und dem Gespann ein einheitlicheres Aussehen geben, indem sie kleinere Abzeichen am Kopf verdecken.

## Rennsport
Im Pferderennsport werden Scheuklappen mit dem aus dem Englischen übernommenen Begriff Blinkers bezeichnet (Winkers, austr. Englisch), sie sollen hier lediglich das Gesichtsfeld des Pferdes einengen. Sie werden als Haube gefertigt und schränken die Sicht des Pferdes nur nach hinten ein.

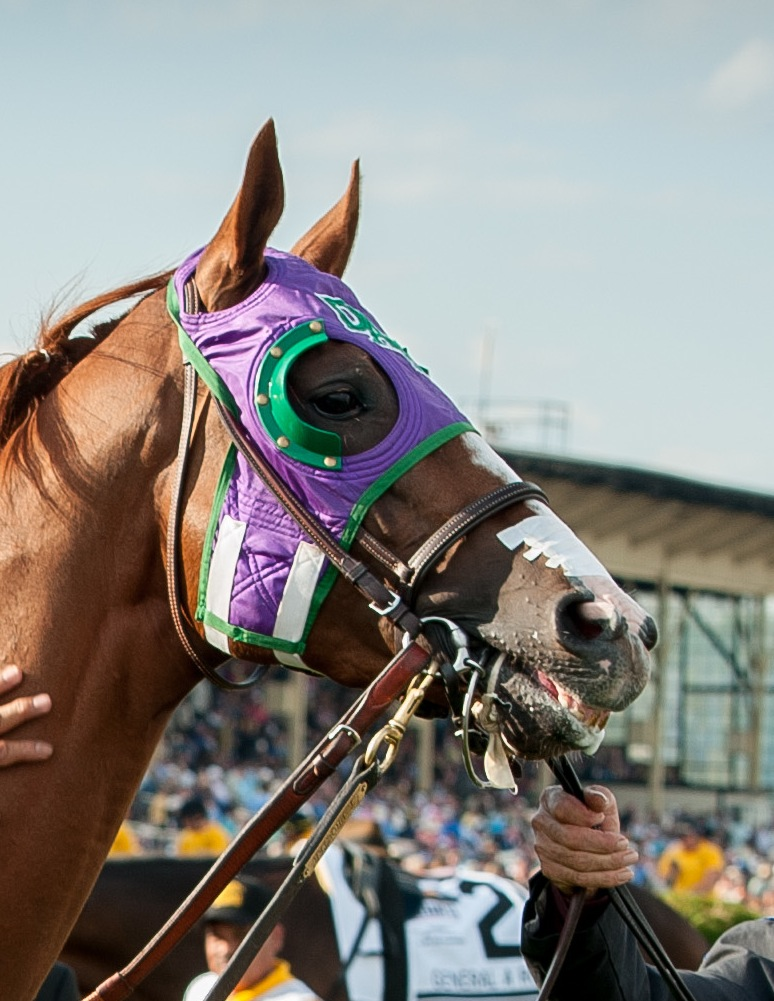
Rennpferd mit der Blinkers (engl.) genannten Haube
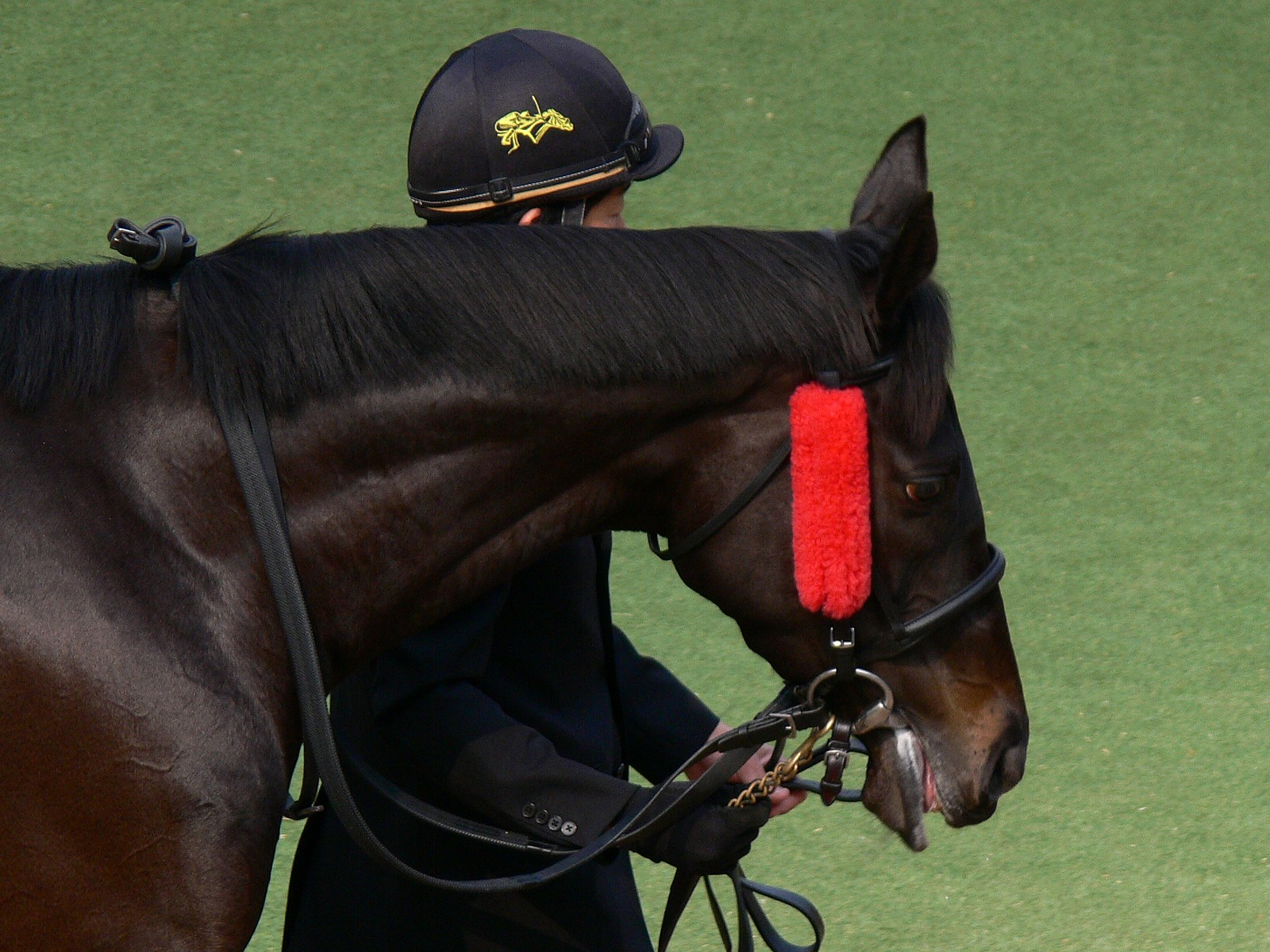
Australisches Rennpferd mit „Winkers“

## Geschichte
Scheuklappen wurden bereits im Alten Ägypten im Neuen Reich (18.–20. Dynastie) erfunden und wurden von dort übernommen in den phönizisch-zyprischen Kulturraum. Sie sind nachweisbar auf altägyptischen Reliefs sowie als originale Scheuklappen etwa aus dem Grab des Tutanchamun (dort mit apotropäischen Augen auf den Scheuklappen) oder ein Fragment einer Scheuklappe aus Bein im Ägyptischen Museum in Berlin (ÄM 21193), das aus den Grabungen in Amarna stammt und den Namen des Bildhauers Thutmosis überliefert. Wie der Archäologe Paul Jacobsthal gezeigt hat, finden sich Scheuklappen auch bei phönizischen und zyprischen Pferdedarstellungen in Form von Statuetten aus Ton. Aus der römischen Antike sind Scheuklappen im eigentlichen Sinne nicht bekannt, allerdings schützte man bei schwergepanzerten Pferden die Augen mit metallenen Augenschutzkörben.

## Sonstiges

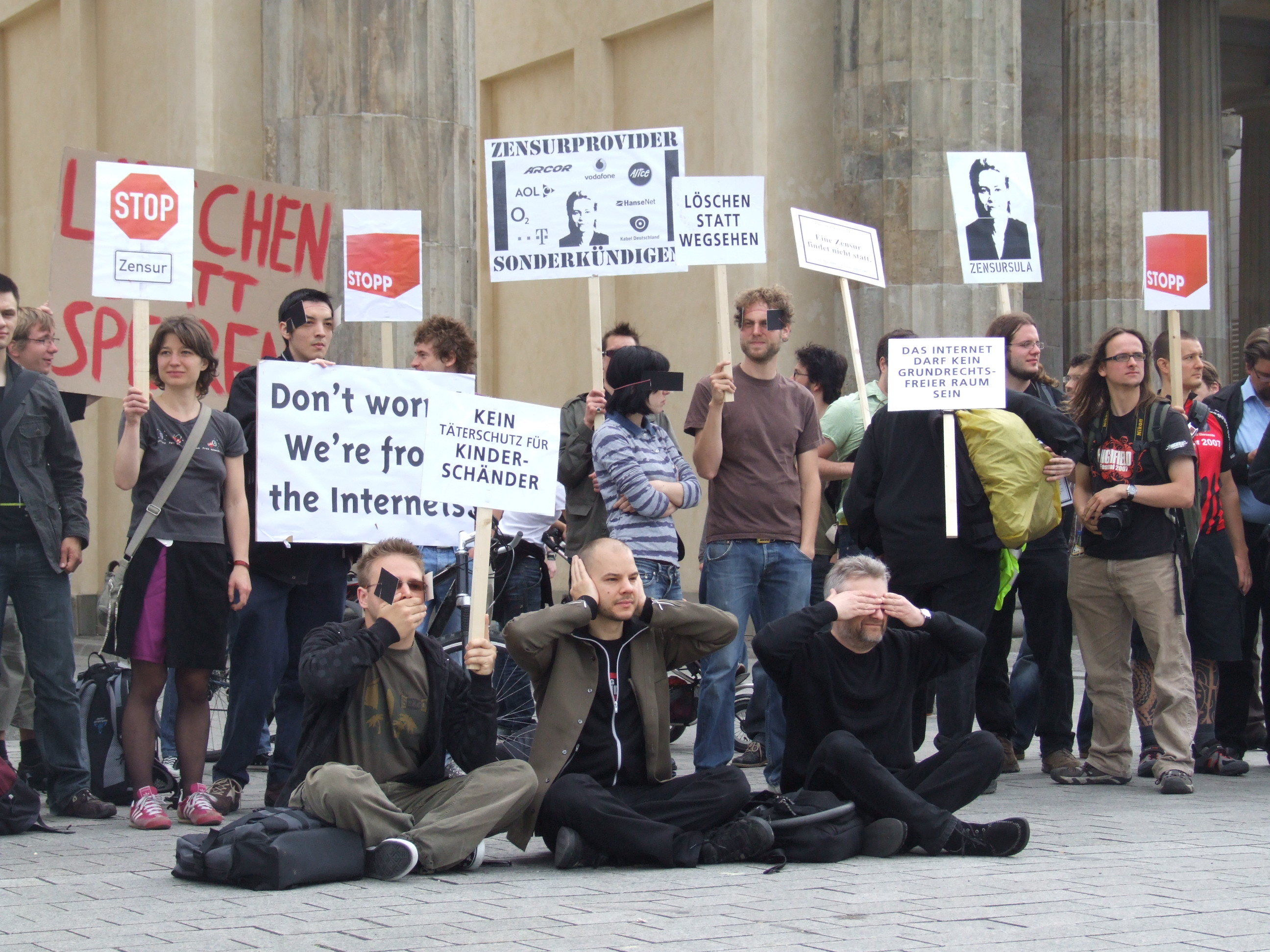
Demonstranten gegen Internetzensur mit symbolischen Scheuklappen (2009)

- Demonstranten gegen Internetzensur mit symbolischen Scheuklappen (2009)Menschen mit einseitiger (eingeschränkter oder beschränkter) Sichtweise wird im deutschen (und im englischen) Sprachgebrauch im übertragenen Sinne auch vorgeworfen, „mit Scheuklappen herumzulaufen“.
- Auch im BDSM-Bereich kommen Scheuklappen zum Einsatz.